# Angel Beside Me
Angel Beside Me (tiếng Thái: Angel Beside Me – เทวดาท่าจะรัก; RTGS: Angel Beside Me – The-wa-da Tha Cha Ruk) là bộ phim truyền hình Thái Lan phát sóng năm 2020 với sự tham gia của Krissanapoom Pibulsonggram (JJ) và Ramida Jiranorraphat (Jane).
Bộ phim được đạo diễn bởi Chatkaew Susiwa và sản xuất bởi GMMTV. Đây là một trong mười ba dự án phim truyền hình được GMMTV giới thiệu trong sự kiện "Wonder Th13teen" vào ngày 05 tháng 11 năm 2018. Ban đầu, bộ phim dự kiến sẽ phát sóng trong năm 2019 nhưng rồi bị lùi sang đầu năm 2020. Bộ phim được phát sóng vào lúc 21:30 (ICT), thứ Bảy trên GMM 25 và phát lại vào 23:00 (ICT) cùng ngày trên LINE TV, bắt đầu từ ngày 18 tháng 1 năm 2020. Bộ phim kết thúc vào ngày 4 tháng 4 năm 2020.

## Diễn viên
Dưới đây là dàn diễn viên của bộ phim:

### Diễn viên chính
- Krissanapoom Pibulsonggram (JJ) vai Mikael Lansaladon Aekisna Ares/Somchai
- Ramida Jiranorraphat (Jane) vai Lin

### Diễn viên phụ
- Pongkool Suebsung vai Thong
- Jirakit Thawornwong (Mek) vai Luke
- Juthapich Inn-Chan (Jamie) vai Punpun
- Gornpop Janjaroen (Joke) vai Stephen Shepherd (Thiên thần Cảnh sát)
- Sumonrat Wattanaselarat trong vai Rarin
- Phatchara Tubthong (Kapook) vai Dujao
- Worranit Thawornwong (Mook) vai Serena
- Pattadon Janngeon (Fiat) vai Gabriel (Thiên thần)

### Khách mời
- Nattawat Finkler (Patrick) vai Cupid
- Pronpiphat Pattanasettanon (Plustor) vai Thiên thần Hộ mệnh
- Niti Chaichitathorn (Pompam)
- Napasorn Weerayuttvilai (Puimek) vai Thiên thần Tình yêu
- Purim Rattanaruangwattana (Pluem) vai Thiên thần
- Harit Cheewagaroon (Sing)
- Chanagun Arpornsutinan (Gunsmile) vai Munggorn
- Rachanun Mahawan (Film) vai Baitoey

## Nhạc phim
| Tên bài hát | Thể hiện        | Ref.  |
| ----------- | --------------- | ----- |
| Beside You  | Apiwat Phongwat | [ 8 ] |